# 耶奥格·克罗格
耶奥格·克罗格（挪威語：Georg Krog，1915年7月2日—1991年8月3日），挪威男子速度滑冰运动员。他曾代表挪威获得1936年冬季奥运会速度滑冰比赛男子500米银牌。他于1991年在德拉门去世。